# Leitzersdorf
Leitzersdorf è un comune austriaco di 1 227 abitanti nel distretto di Korneuburg, in Bassa Austria.

## Geografia
Le comuni catastali sono Hatzenbach, Kleinwilfersdorf, Leitzersdorf, Wiesen e Wollmannsberg.